# Kostel svatého Martina (Canterbury)
Kostel svatého Martina je starobylý farní kostel anglikánské církve v Canterbury, který se nachází nedaleko centra města. Je uznáván jako nejstarší církevní budova v Británii, která je stále používána jako kostel, a nejstarší existující farní kostel v anglicky mluvícím světě. Kostel byl původně zasvěcen Martinovi z Tours. Vznikl jako soukromá kaple královny Berthy Kentské (zemřela v roce 601 nebo později). Královna Bertha byla křesťanská franská princezna, která přijela do Anglie, aby se stala manželkou kentského krále Æthelberhta Kentského. Ten, ač sám pohanem, jí dovolil pokračovat v praktikování jejího náboženství tím, že nechal zrenovovat římsko-britskou budovu, a to asi roku 580, jistě před rokem 597. Kostel je spolu s katedrálou v Canterbury a opatstvím svatého Augustina součástí Světového dědictví UNESCO.